# カーク・サールース
カーク・クレイグ・サールース（Kirk Craig Saarloos,1979年5月23日 - ）は、アメリカ合衆国・カリフォルニア州ロングビーチ出身の元プロ野球選手(投手)。右投右打。

## 経歴

### プロ入り - アストロズ時代 (2001 - 2003)
バレー・クリスチャン高等学校、カリフォルニア州立大学フラトン校を経て、2001年6月5日、ドラフト3巡目でヒューストン・アストロズから指名され、6月24日に契約した。プロ入り後はA級のレキシントン・レジェンズに配属され、22試合にリリーフ登板。防御率1.17・1勝1敗11セーブ・WHIP0.82という成績を残した。また、投球イニングを超える三振を奪い、奪三振率11.7を記録した。
プロ2年目の2002年6月18日、ミルウォーキー・ブルワーズ戦でメジャーデビューを果たした。デビュー戦では先発投手として登板したが、5回途中で6安打6失点という投球内容に終わり、敗戦投手となった。1週間後の6月25日のピッツバーグ・パイレーツ戦では、メジャー初完封を記録した。7月には、3試合に登板して防御率1.77・3勝0敗という成績を記録し、同月のルーキー・オブ・ザ・マンスに選ばれた。この年は最終的には17試合に先発登板し、防御率6.01・6勝7敗・WHIP1.49という成績を残した。なお、同年マイナーリーグでは、AAA級のニューオーリンズ・ゼファーズとAA級のラウンドロック・エクスプレスに所属。2チーム合算で17試合に登板 (うち15試合が先発登板) し、防御率1.54・12勝1敗・WHIP0.84という成績を残した。
2003年6月11日のニューヨーク・ヤンキース戦で、アストロズは6投手による継投でノーヒットノーランを達成したが、サールースも同試合で3番手として投げた。この年メジャーでは36試合に登板し、防御率4.93・2勝1敗・WHIP1.46という成績を残した。また、マイナーではニューオーリンズで13試合に登板 (うち7試合が先発登板) し、防御率3.08・5勝0敗・WHIP1.06を記録した。
2004年は、アストロズの組織ではニューオーリンズで2試合に先発登板し、防御率15.43・0勝2敗・WHIP2.57を記録した。

### アスレティックス時代 (2004 - 2006)
2004年4月17日、チャド・ハービルとのトレードで、オークランド・アスレティックスへ移籍した。移籍後、メジャーでは6試合に登板し、防御率4.44・2勝1敗・WHIP1.60という成績を残した。また、マイナーではAAA級のサクラメント・リバーキャッツで5試合に先発登板し、防御率3.54・2勝0敗・WHIP1.38という成績だった。
2005年は、アスレティックスで29試合に登板し、うち27試合が先発投手としての登板だった。防御率4.17・自身初の2ケタ勝利となる10勝9敗・WHIP1.40という成績を残した。また、高い守備力を生かして、ゴロを打たせるピッチングが持ち味の自分自身を再三助けた。
2006年は、第1回WBCのオランダ代表の候補となったが、結局出場しなかった。レギュラーシーズンでは、16試合に先発登板・19試合にリリーフ登板し、防御率4.75・7勝7敗2セーブ・WHIP1.67という成績を残した。ちなみに、メジャーでセーブを記録したのは、この年のみだった。

### レッズ時代 (2007)
2007年1月23日に、デービッド・シェイファーとのトレードでシンシナティ・レッズへ移籍した。レッズでは34試合に登板 (うち3試合が先発登板) し、防御率7.17・1勝5敗・WHIP1.71という成績を残した。また、3年ぶりにマイナーでの登板機会があり、AAA級のルイビル・バッツで18試合に登板して防御率3.95・0勝2敗・WHIP1.37を記録した。同年10月9日にFAとなった。

### 2度目のアスレティックス時代 (2008)
2008年1月15日に、古巣のアスレティックスと契約を結んだ。アスレティックスでは8試合に登板し、防御率5.47・1勝0敗・WHIP1.56という成績を残した。また、マイナーではサクラメントで22試合に先発登板し、防御率4.22・9勝4敗・WHIP1.32という成績を残した。10月9にFAとなり、結果的にはこの年がサールースにとってのメジャーでのラストイヤーとなった。

### インディアンス時代 - 引退 (2009)
2009年1月13日に、クリーブランド・インディアンスと契約した。この年はAAA級のコロンバス・クリッパーズで15試合に先発登板し、防御率5.61・3勝10敗・WHIP1.70という成績を残したが、メジャー昇格は出来ずじまいだった。オフの11月9日に、FAとなった。
その後、現役を引退したサールースは、母校であるカリフォルニア州立大学フラトン校でのコーチ経験を経て、2020年2月の時点ではテキサス・クリスチャン大学でコーチを務めている。2019年には、アリゾナ・ダイヤモンドバックスからコーチのオファーが届いたが、辞退している。

## 詳細情報

### 年度別投手成績
| 年 度    | 球 団    | 登 板 | 先 発 | 完 投 | 完 封 | 無 四 球 | 勝 利 | 敗 戦 | セ 丨 ブ | ホ 丨 ル ド | 勝 率 | 打 者 | 投 球 回 | 被 安 打 | 被 本 塁 打 | 与 四 球 | 敬 遠 | 与 死 球 | 奪 三 振 | 暴 投 | ボ 丨 ク | 失 点 | 自 責 点 | 防 御 率 | W H I P |
| -------- | -------- | ----- | ----- | ----- | ----- | -------- | ----- | ----- | -------- | ----------- | ----- | ----- | -------- | -------- | ----------- | -------- | ----- | -------- | -------- | ----- | -------- | ----- | -------- | -------- | ------- |
| 2002     | HOU      | 17    | 17    | 1     | 1     | 1        | 6     | 7     | 0        | 0           | .462  | 372   | 85.1     | 100      | 12          | 27       | 5     | 6        | 54       | 1     | 0        | 59    | 57       | 6.01     | 1.49    |
| 2003     | HOU      | 36    | 4     | 0     | 0     | 0        | 2     | 1     | 0        | 4           | .667  | 218   | 49.1     | 55       | 4           | 17       | 3     | 3        | 43       | 0     | 0        | 31    | 27       | 4.93     | 1.46    |
| 2004     | OAK      | 6     | 5     | 0     | 0     | 0        | 2     | 1     | 0        | 0           | .667  | 112   | 24.1     | 27       | 4           | 12       | 0     | 2        | 10       | 0     | 0        | 13    | 12       | 4.44     | 1.60    |
| 2005     | OAK      | 29    | 27    | 2     | 1     | 0        | 10    | 9     | 0        | 0           | .526  | 682   | 159.2    | 170      | 11          | 54       | 8     | 11       | 53       | 1     | 0        | 75    | 74       | 4.17     | 1.40    |
| 2006     | OAK      | 35    | 16    | 0     | 0     | 0        | 7     | 7     | 2        | 0           | .500  | 548   | 121.1    | 149      | 19          | 53       | 3     | 3        | 52       | 3     | 0        | 70    | 64       | 4.75     | 1.66    |
| 2007     | CIN      | 34    | 3     | 0     | 0     | 0        | 1     | 5     | 0        | 4           | .167  | 201   | 42.2     | 54       | 8           | 19       | 1     | 3        | 27       | 1     | 0        | 36    | 34       | 7.17     | 1.71    |
| 2008     | OAK      | 8     | 1     | 0     | 0     | 0        | 1     | 0     | 0        | 0           | 1.000 | 118   | 26.1     | 37       | 2           | 4        | 1     | 0        | 12       | 0     | 0        | 17    | 16       | 5.47     | 1.56    |
| MLB：7年 | MLB：7年 | 165   | 73    | 3     | 2     | 1        | 29    | 30    | 2        | 8           | .492  | 2251  | 509.0    | 592      | 60          | 186      | 21    | 28       | 251      | 6     | 0        | 301   | 284      | 5.02     | 1.53    |

### 背番号
- 50 (2002年)
- 23 (2003年)
- 31 (2004年 - 2006年)
- 35 (2007年)
- 21 (2008年)